# Ondrej Duda
Ondrej Duda (Szinna, 1994. december 5. –) szlovák válogatott labdarúgó, az 1. FC Köln középpályás.

## Pályafutása

### Klubcsapatokban
Szülővárosában kezdte el a karrierjét, az MSK Snina csapatában. Ezek után pedig a kassai MFK Košice csapatához kötelezte magát.

#### MFK Košice
17 évesen győzelemmel mutatkozott be a felnőttcsapatban a fővárosi Slovan Bratislava ellen. A 2012–14-es szezonban úgy döntött, hogy nem hosszabbítja meg a lejáró szerződését a kassai csapattal.

#### Legia Warszawa
2014 februárjában megvásárolta a Legia, négy és féléves szerződést kötöttek vele. 2014. március 9-én debütált a csapatban a Śląsk Wrocław elleni mérkőzésen, majd 16-án már megszerezte első gólját a 36. percben a Wisła Kraków elleni hazai összecsapáson. 

#### Hertha BSC
2016. július 20-án kötött egy 5 éves szerződést Dárdai Pál csapatával.

#### Norwich City
2020. január 12-én a Norwich City csapatához szerződött kölcsönbe.

#### Köln
2020 szeptemberében három évre szóló szerződést írt alá a német élvonalba feljutó Köln csapatával. A Hertha átigazolási díj mellett a kolumbiai Jhon Córdoba játékjogát kapta érte cserébe.

### A válogatottban
2014. november 18-án az 59. percben csereként debütált, Marek Hamšík-ot váltva a finn válogatott ellen.
2016-os Európa bajnokságon is bekerült a szlovák válogatott 23 fős keretébe. 2016. június 11-én a torna első mérkőzésén Wales ellen a 61. percben ő szerezte meg a döntetlent jelentő gólt (1-1), de végül a 81. percben kapott gól miatt kikaptak (2-1).

## Statisztika
2016. július 20-i szerinti adatok:
| Klub             | Szezon           | Bajnokság        | Bajnokság | Bajnokság | Kupa  | Kupa  | Nemzetközi | Nemzetközi | Egyéb | Egyéb | Összes | Összes |
| Klub             | Szezon           | Liga             | Mérk.     | Gólok     | Mérk. | Gólok | Mérk.      | Gólok      | Mérk. | Gólok | Mérk.  | Gólok  |
| ---------------- | ---------------- | ---------------- | --------- | --------- | ----- | ----- | ---------- | ---------- | ----- | ----- | ------ | ------ |
| Košice           | 2012–13          | Super Liga       | 13        | 0         | 0     | 0     | —          | —          | —     | —     | 13     | 0      |
| Košice           | 2013–14          | Super Liga       | 19        | 5         | 0     | 0     | —          | —          | —     | —     | 19     | 5      |
| Košice           | Összesen         | Összesen         | 32        | 5         | 0     | 0     | —          | —          | —     | —     | 32     | 5      |
| Legia Warszawa   | 2013–14          | Ekstraklasa      | 12        | 3         | 0     | 0     | 0          | 0          | 0     | 0     | 12     | 3      |
| Legia Warszawa   | 2014–15          | Ekstraklasa      | 27        | 5         | 5     | 0     | 12         | 3          | —     | —     | 44     | 8      |
| Legia Warszawa   | 2015–16          | Ekstraklasa      | 27        | 2         | 4     | 1     | 11         | 2          | 1     | 0     | 43     | 5      |
| Legia Warszawa   | 2016–17          | Ekstraklasa      | 1         | 0         | 0     | 0     | 1          | 0          | 0     | 0     | 1      | 0      |
| Legia Warszawa   | Összesen         | Összesen         | 67        | 10        | 9     | 1     | 22         | 5          | 13    | 1     | 94     | 16     |
| Hertha BSC       | 2016–17          | Bundesliga       | 0         | 0         | 0     | 0     | 0          | 0          | 0     | 0     | 0      | 0      |
| Hertha BSC       | Összesen         | Összesen         | 0         | 0         | 0     | 0     | 0          | 0          | 0     | 0     | 0      | 0      |
| Karrier összesen | Karrier összesen | Karrier összesen | 99        | 15        | 9     | 1     | 22         | 5          | 13    | 1     | 126    | 21     |
| Forrás:          |                  |                  |           |           |       |       |            |            |       |       |        |        |

- 1.↑ a: A lengyel szuperkupát is beleszámítva

### Közösségi oldalai
- Ondrej Duda hivatalos Facebook közösségi weboldala
- Ondrej Duda hivatalos Instagram közösségi weboldala